# Eloria nimbosa
Eloria nimbosa är en fjärilsart som beskrevs av Paul Dognin 1923. Eloria nimbosa ingår i släktet Eloria och familjen tofsspinnare. Inga underarter finns listade i Catalogue of Life.